# Sucre (Colòmbia)
|  | Aquest article tracta sobre el municipi de Colòmbia. Vegeu-ne altres significats a «sucre (desambiguació)». |

Sucre és un municipi colombià, situat al sud del departament homònim, al nord del país (subregió de La Mojana). La població fou fundada per Jerónimo de Bombanti l'any 1799. Anteriorment s'anomenava Boca de la granadina fins que el 1849 va rebre el seu nom actual.